# Anoplodactylus prominens
Anoplodactylus prominens är en havsspindelart som beskrevs av Bamber och Takahashi 2005. Anoplodactylus prominens ingår i släktet Anoplodactylus och familjen Phoxichilidiidae. Inga underarter finns listade i Catalogue of Life.